# Electrinocellia peculiaris
Electrinocellia peculiaris là một loài côn trùng trong họ Inocelliidae thuộc bộ Raphidioptera. Loài này được Carpenter miêu tả năm 1956.